# 738 Алаґаста
738 Алаґаста (1913 QO, 1950 BX1, A908 CA, 738 Alagasta) — астероїд головного поясу, відкритий 7 січня 1913 року.
Тіссеранів параметр щодо Юпітера — 3,237.